# 4943 Lac d'Orient
4943 Lac d'Orient è un asteroide della fascia principale. Scoperto nel 1987, presenta un'orbita caratterizzata da un semiasse maggiore pari a 2,6471428 UA e da un'eccentricità di 0,1765360, inclinata di 11,98230° rispetto all'eclittica.